# 사몬 군은 소환사
《사몬 군은 소환사》(일본어: 左門くんはサモナー)는 《주간 소년 점프》 2015년 43호부터 2017년 27호까지 연재된 일본의 작가 누마 슌(일본어: 沼 駿)이 그린 코미디, 학원물 만화다.

## 개요
고등학교에 전학 온 사몬 쇼스케(左門 召介)는 전학 첫날에 "취미는 악마 소환"이라고 자기소개를 하며 반에서 고립되어 있었다.
천사 같은 성품을 가진 반장 테시가와라 사쿠라(天使ヶ原 桜)는 사몬을 걱정하여 대화를 시도하지만 사몬은 착한 사람을 싫어하고 욕심 많은 인간을 좋아하는 비뚤어진 성격의 소유자로 진짜 악마를 소환하는 소환술사였다.
사쿠라의 성격이 마음에 들지 않은 사몬은 소환한 악마로 사쿠라를 집요하게 괴롭혀 타락시키려 하며 소환과 소동을 통해 일상의 문제를 해결하는 등 소란스러운 나날을 보내게 된다.